# The Winding Sheet
The Winding Sheet je první sólové studiové album amerického hudebníka Marka Lanegana, vydané v květnu 1990 u vydavatelství Sub Pop. Nahráno bylo v prosinci předchozího roku a o produkci se spolu s Laneganem starali Jack Endino a Mike Johnson, který je rovněž spoluautorem většiny písní na albu.

## Seznam skladeb
| Pořadí | Název                          | Autor                      | Délka |
| ------ | ------------------------------ | -------------------------- | ----- |
| 1.     | Mockingbirds                   | Mark Lanegan, Mike Johnson | 2:29  |
| 2.     | Museum                         | Lanegan, Johnson           | 2:50  |
| 3.     | Undertow                       | Lanegan, Johnson           | 2:52  |
| 4.     | Ugly Sunday                    | Lanegan, Johnson           | 3:56  |
| 5.     | Down in the Dark               | Lanegan, Johnson           | 3:21  |
| 6.     | Wild Flowers                   | Lanegan                    | 2:59  |
| 7.     | Eyes of a Child                | Lanegan, Johnson           | 4:00  |
| 8.     | The Winding Sheet              | Lanegan, Johnson           | 5:30  |
| 9.     | Woe                            | Lanegan                    | 2:04  |
| 10.    | Ten Feet Tall                  | Lanegan, Johnson           | 2:49  |
| 11.    | Where Did You Sleep Last Night | tradicionál                | 3:59  |
| 12.    | Juarez                         | Lanegan, Steve Fisk        | 1:21  |
| 13.    | I Love You Little Girl         | Lanegan                    | 2:02  |

## Obsazení
- Mark Lanegan – zpěv, kytara
- Kurt Cobain – kytara, doprovodné vokály
- Krist Novoselic – baskytara
- Jack Endino – baskytara, kytara
- Mike Johnson – kytara
- Mark Pickerel – bicí
- Steve Fisk – varhany, klavír
- Justin Williams – housle